# 슬로바키아 공산당 (1992년)
슬로바키아 공산당(슬로바키아어:  Komunistická strana Slovenska 약칭:KSS)은 슬로바키아의 공산당으로 1992년에 체코슬로바키아 공산당 슬로바키아 지부의 회원들이 창당하였다. 이 정당은 공산당-노동자당 국제회의의 참관자이자 유럽 좌파당의 회원이며, 2019년에는 사회주의 전선이라는 선거연합을 조직하고 슬로바키아 총선거에 출마하였다.